# 1743 az irodalomban
Az 1743. év az irodalomban.

## Új művek

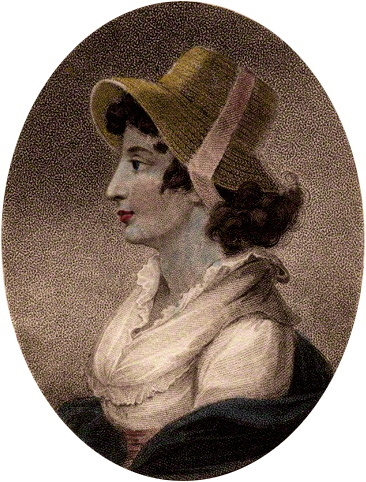
Anna Laetitia Barbauld

- Henry Fielding munkáinak gyűjteménye (Miscellanies); a harmadik kötetben az író szatirikus regénye: The Life and Death of Jonathan Wild, the Great (A néhai nagy Jonathan Wild úr élettörténete.
- Voltaire Mérope című tragédiájának bemutatója Párizsban.

## Születések
- június 20. – Anna Laetitia Barbauld angol költő, esszéíró, kritikus († 1825)
- július 14. – Gavrila Romanovics Gyerzsavin orosz klasszicista lírikus, ódaköltő († 1816)
- november 18. – Johannes Ewald dán költő, drámaíró († 1781)

## Halálozások
- március 18. – Czvittinger Dávid, a magyar irodalomtudomány egyik úttörője, az első (még latin nyelvű) írói lexikon, a Specimen Hungariae literatae (Kísérlet a magyar tudományosság összefoglalására, 1711) összeállítója (* 1675 vagy 1679)
- augusztus 1. – Richard Savage angol költő (* 1697 k.)